# Bathyraja macloviana
Bathyraja macloviana és una espècie de peix de la família dels raids i de l'ordre dels raïformes.

## Reproducció
És ovípar i les femelles ponen càpsules d'ous, les quals presenten com unes banyes a la closca.

## Hàbitat
És un peix marí, de clima temperat i demersal.

## Distribució geogràfica
Es troba des de l'Uruguai fins a l'Argentina.

## Observacions
És inofensiu per als humans.